# Sonchus hierrensis
Sonchus hierrensis là một loài thực vật có hoa trong họ Cúc. Loài này được (Pit.) Boulos miêu tả khoa học đầu tiên năm 1967.